# كعب بن زهير
أَبُو اَلْمِضْرَبِ كَعْبَ بْنْ زُهَيْرْ بْنْ أَبِي سُلْمَى اَلْمَزْنِي اَلْمُضَرِيَّ (؟؟؟- 26 هـ = 646م). شاعر مخضرم أدرك عصرين مختلفين هما عصر الجاهلية وعصر صدر الإسلام. كان ممن اشتهر في الجاهلية ولما ظهر الإسلام هجا النبي محمد، وأقام يشبب بنساء المسلمين، فأهدر دمه فجاءه كعب مستأمناً وقد أسلم وأنشده لاميته المشهورة التي مطلعها: بانت سعاد فقلبي اليوم متبول، فعفا عنه النبي، وخلع عليه بردته.

## سيرته

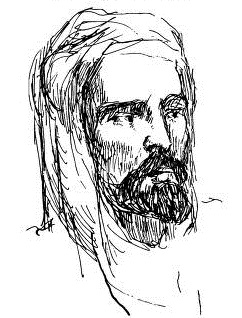
رسم تخيلي لزهير بن أبي سُلمى والد كعب من كتاب «مِنْ عُيُونِ اَلشَّعْرِ»

### نسبه ونشأته
- هو: كعب بن زهير بن أبي سُلمَى ربيعة بن ريِاح بن قُرط بن الحارث بن مازن بن خلاوة بن ثعلبة بن ثور بن هُذمة بن لاطم بن عثمان بن مزينة.[4]
- أمه: امرأة من بني عبد الله بن غطفان يقال لها كبشة بنت عمار بن عدي بن سحيم، وهي أم كل ولد زهير.[5]

نشأ كعب في أحضان والده الشاعر ووسط أسرة تقرض جميعها الشعر، فكان ابن وراوية زهير وعمته سُلمَى والخنساء كلهم من الشعراء، كما أثرت هذه النشأة على أخيه "بجير" الذي أخذ الشعر أيضا عن أبيه. وكان زهير يحفظهم الشعر منه شعره ويقولون عن كعب أنه كان يخرج به أبوه إلى الصحراء
فيلقي عليه بيتاً أو سطراً ويطلب أن يجيزه تمريناُ ودرّبه، كما أن كعباً كان في عصر ما قبل الإسلام شاعراً معروفاً أكثر من الحطيئة.

### شعره
يعد كعب أحد فحول الشعراء المخضرمين المقدمين، وكان قد بلغ من الشعر والشهرة حظاً مرموقاً في الجاهلية، وقد ورث موهبة الشعر عن والده الشاعر الذي اجمع النقاد والأدباء على انه من اعظم شعراء عصره، وكان عمر بن الخطاب لا يقدم شاعرا على زهير، وكان يقول: اشعر الناس الذي يقول: ومن ومن ومن، مشيرا بذلك إلى مجموعة من الحكم في معلقة زهير المشهورة بدأ كلا منها بكلمة “من” مثل قوله:
قال حماد الرواية: تحرك كعبٌ وهو يتكلم بالشعر فكان زهير ينهاه مخافة أن يكون لم يستحكم شعره، فيروى له ما لا خيرٌ فيه، فكان يَضرِبه في ذلك.فكلما ضربه تزيد فيه، فطال عليه ذلك فأخذه فحبسه فقال: والذي أحلف به، لا تتكلم ببيت شعرٍ إلا ضربتك ضرباً ينكّلك عن ذلك. فمكث محبوساً عدّة أيام. ثم أخبر أنه يتكلم به. فدعاه فضربه ضربا شديداً ثم أطلقه وسرّحه في بهمه وهو غلَيِّم صغير. فانطلق فرعى، ثم راح عشية وهو يرتجز:
فخرج إليه زهير وهو غضبان. فدعا بناقته فكفلها بكسائه، ثم قعد عليها حتى انتهى إلى ابنه كعب. فأخذ بيده فأردفه خلفه. فقال زهير حين برز إلى الحي:
ثم ضرب كعباً وقال له: أجز يا لُكَعُ. فقال كعب:
فأخذ زهير بيد ابنه كعب ثم قال له: قد أذنت لك في الشعر يا بني.

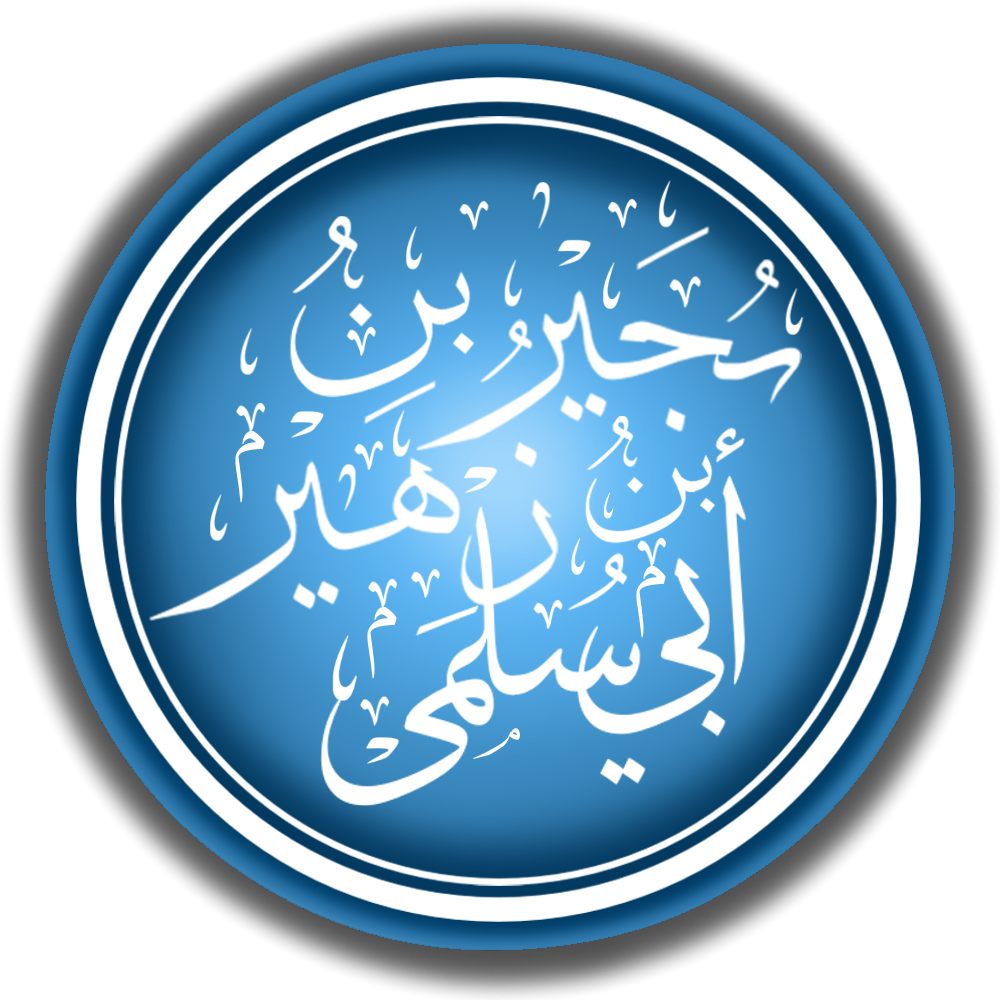
يعد بجير سببًا رئيسًا في إعتناق كعب الإسلام

### إسلامه
إسلام كعب قصة ترويها بعض كتب التاريخ العربي وتراجم الأدباء العرب فعندما جاء الإسلام اسلم بجير، وبقي كعب على دينه، ووقف في الجبهة المعادية للرسول وللمؤمنين به، ولم ينج بجير بسبب إسلامه من لسان كعب، فهجاه لخروجه على دين آبائه وأجداده فرد عليه بجير وطالبه باتباع الدين الإسلامي لينجو بنفسه من نار جهنم، لكنه ظل على دينه إلى أن فتحت مكة فكتب إليه بجير يخبره بأن الرسول قد أهدر دمه، وقال له: “إن النبي قتل كل من آذاه من شعراء المشركين وإن ابن الزبعري وهبيرة بن أبي وهب قد هربا، وما أحسبك ناجيا، فإن كان لك في نفسك حاجة فأقدم على رسول الله فإنه لا يقتل أحدا جاءه تائبا”، وعندما قرأ كعب كتاب أخيه ضاقت به الدنيا، فلجأ إلى قبيلته مزينة لتجيره من النبي فأبت عليه ذلك، وعندئذ استبد به الخوف وأيقن انه مقتول.
لما قدم الرسول من منصرفه عن الطائف كتب بجير بن زهير إلى أخيه كعب بن زهير يخبره أن الرسول قتل رجالاً بمكة، ممن كان يهجوه ويؤذيه، وأن من بقي من شعراء قريش، قد هربوا في كل وجه، فإن كانت لك في نفسك حاجة، فطِر إلى رسول الله، فإنه لا يقتل أحداً جاءه تائباً، وإن أنت لم تفعل فانجُ إلى نجائك من الأرض؛ وكان كعب قد قال:
وبعث بها إلى بُجير، فلما أتت بُجيراً كره أن يكتمها على الرسول، فأنشده إياها، فقال الرسول لما سمع (سقاك بها المأمون): صدق وإنه لكذوب، أنا المأمون. ثم قال بجير لكعب:
وفي رواية أخرى انه لما بلغ كعبا كتاب أخيه ضاقت به الأرض، وأشفق على نفسه، وأرجف به من كان في حاضره من عدُوَه، فقالوا: هو مقتول. فلما يجد من شيء بُدّا، خرج حتى قَدِم المدينة، فنزل على رجل كانت بينَهُ وبينه معرفة، فغدا به إلى الرسول الصبح، فصلى معه، ثم أشار له إليه فقال: «هذا رسول الله، فقم إليه فاستأمِنهُ». فقام كعب إلى الرسول، حتى جلس إليه، فوضع يده في يده، وكان الرسول يعرفه، فقال:«يا رسول الله، إن كعب بن زهير قد جاء ليستأمِنَ منك تائباً مسلماً، فهل أنت قابل منه إن أنا جئتك به؟» قال الرسول: نعم؛ قال: «أنا يا رسول الله كعب بن زهير».
ويروى: أنه وثب عليه رجل من الأنصار، فقال، «يا رسول الله، دعني وعدوَّ الله أضرِب عنقه»؛ فقال: دعه عنك، فإنه قد جاء تائباً، نازعاً عما كان عليه. فاستأذن كعب النبي وقال قصيدته «بانت سعاد» فخلع عليه بردته فسميت قصيدته بـ (البردة).
قال الفاخوري حول البردة:
| كعب بن زهير | ما زالت البردة في أهله حتى اشتراها معاوية منهم، وتوارثها الخلفاء الأمويون فالعباسيون حتى آلت مع الخلافة إلى بني عثمان | كعب بن زهير |

قال الهاشمي أيضاً حول ما آلت إليه بردة النبي:
| كعب بن زهير | بقيت في أهل بيته حتى باعوها لمعاوية بعشرين ألف درهم، ثم بيعت للمنصور العباسي بأربعين ألفاً | كعب بن زهير |

يقول الشاعر صلاح الدين السباعي[بحاجة لمصدر]: 
| كعب بن زهير | في تلك اللحظات العصيبة شاءت إرادة الله أن يشرح قلبه للإسلام فاتجه إلى المدينة ونزل على رجل يعرفه من جهينة، فأتى به الرجل إلى المسجد، ثم أشار إلى رسول الله قائلا: “هذا رسول الله فقم إليه فاستأمنه” فتلثم كعب بعمامته، ومضى نحو الرسول حتى جلس بين يديه، ووضع يده في يده، ثم قال: “يا رسول الله إن كعب بن زهير قد جاء ليستأمن منك تائبا مسلما، فهل أنت قابل منه إن جئتك به” قال رسول الله: “نعم”، وعندئذ كشف كعب عن وجهه وقال: “أنا يا رسول الله كعب بن زهير” وما إن قال ذلك حتى وثب عليه رجل من الأنصار قائلا: “يا رسول الله دعني وعدو الله اضرب عنقه”، فقال الرسول: “دعه عنك فإنه قد جاء تائبا نازعا”، وبين يدي الرسول وقف كعب ينشد لاميته “بانت سعاد” فأعجب بها الرسول وكافأه عليها حيث كساه بردة كانت عليه. | كعب بن زهير |

## قصائده

### اللامية (البردة)

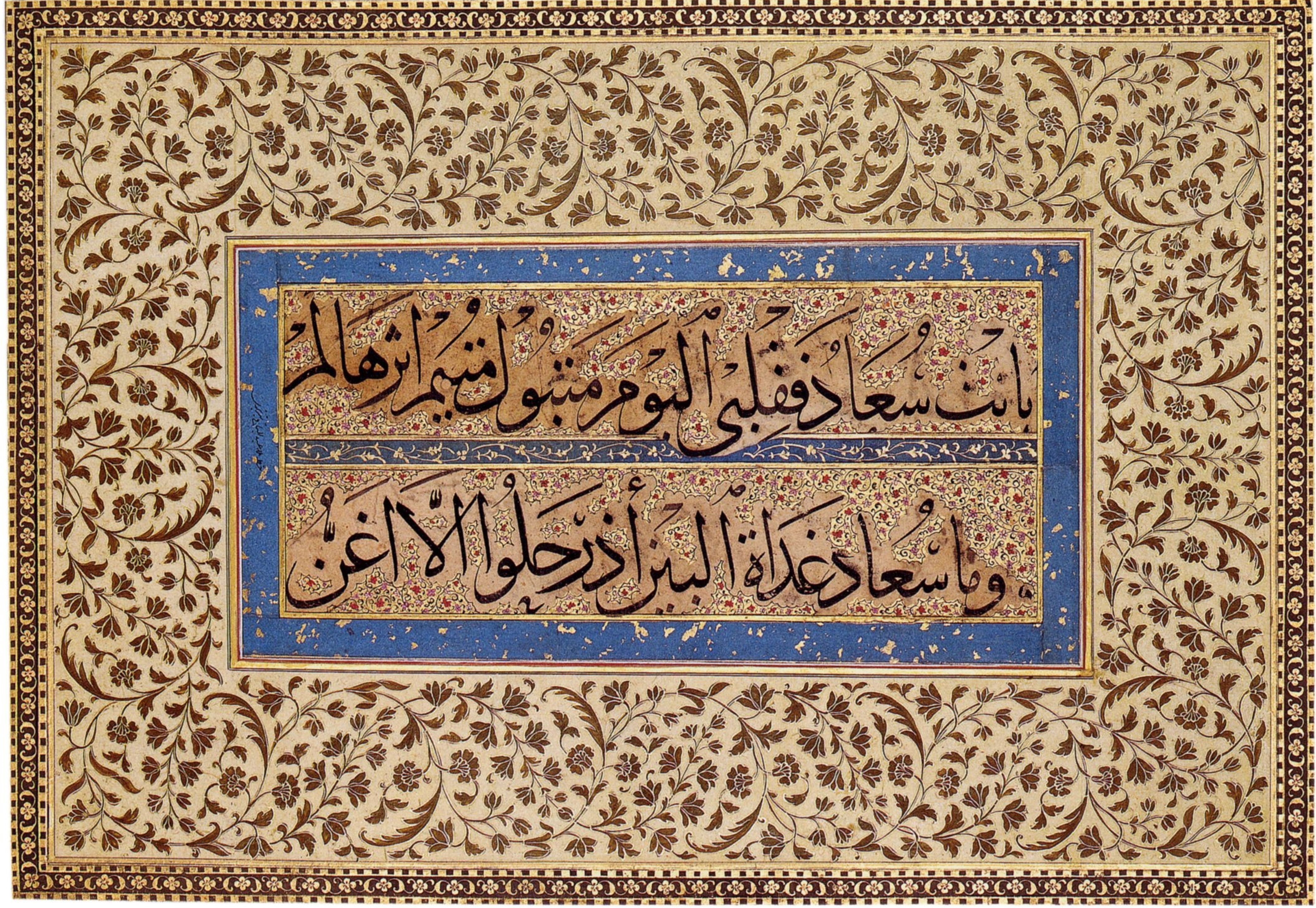
مطلع قصيدة كان زهير يحفظهم الشعر منه شعره ويقولون عنة البردة مكتوباً بخط الثلث.

تعد اللامية من أشهر قصائد كعب على الإطلاق، فضلا عن كونها أحد أشهر قصائد المديح النبوي، وقد نضمها كعب راجيا الصفح والعفو عنه من الرسول حيث قال فيها:
وقد كَثُر مخمّسو لاميته ومشطّروها وترجمت إلى غير العربية.
إلى جانب قصيدته التي حققت له شهرة كبيرة «بانت سعاد» فإن لكعب بن زهير إنتاجا شعريا متنوعا جمع بعضه أو معظمه في ديوان يحمل اسمه، أما موضوعات شعره فهي كغيرها من موضوعات الشعر الجاهلي، تتراوح بين الفخر والمدح والهجاء والرثاء والغزل والوصف وبعض الحكم، لكن النقاد يفرقون في شعره بين اتجاهين متباينين لأن إسلام كعب قد غير في نهج شعره وأمده بكثير من الصور، ورقق ألفاظه ومعانيه حيث كان كعب في الجاهلية يميل إلى الشدة والتقعر وخاصة في وصف الصحراء وحيوانها، بينما بعد الإسلام نراه كما يقول النقاد يميل إلى إرسال الحكمة وإلى الابتعاد عن الموضوعات الجاهلية[وفقًا لِمَن؟].
يقول محمد علي الصباح في كتابه “كعب بن زهير: حياته وشعره”[بحاجة لمصدر]: «الحكمة في شعر كعب ليست أمرا طارئا عليه أو هي مستبعدة من أن تصدر عن مثله، فهو ابن زهير بن أبي سلمى الشاعر الذي زخرت معلقته بكثير من المواعظ والحكم، فليس غريبا أن يشتمل ديوان كعب على حكم كثيرة مبثوثة هنا وهناك في ثناياه، وأكثرها يمثل مقطوعات صغيرة مستقلة يبدو عليها اثر الإسلام واضحا، إذ استفاد كعب من تعاليم دينه ولذلك فإن إنتاجه بعد إسلامه كان مشبعا بتعاليم المدرسة الإسلامية» فحين يقول كعب:
فالتعاليم الإسلامية في هذا الشعر واضحة كل حيث يسلم كعب بقضاء الله وقدره، كما تري مدى تغلغل الإسلام في نفس كعب ونفسه.
فتستمد أشعاره زادها من الإسلام حيث يوكل أمره ويقترب كعب من أن يكون واحدا من زهاد المسلمين الذين كانوا يكرهون أن يفكر الشخص منهم في رزق غد:

## وصلات خارجية
- بوابة الشعراء : ديوان كعب بن زهير.